# Nadzór epidemiologiczny
Nadzór epidemiologiczny – obserwacja osoby zakażonej lub podejrzanej o zakażenie, bez ograniczenia jej swobody przemieszczania się, wykonywanie badań sanitarno-epidemiologicznych u tej osoby w celu wykrycia biologicznych czynników chorobotwórczych lub potwierdzenia rozpoznania choroby zakaźnej oraz zebranie, analiza i interpretacja informacji o okolicznościach i skutkach zakażenia (nadzór indywidualny), jak i stałe, systematyczne gromadzenie, analiza oraz interpretacja informacji o zachorowaniach lub innych procesach zachodzących w sferze zdrowia publicznego, wykorzystywane w celu zapobiegania i zwalczania zakażeń lub chorób zakaźnych (nadzór ogólny).